# Lloyd Banks

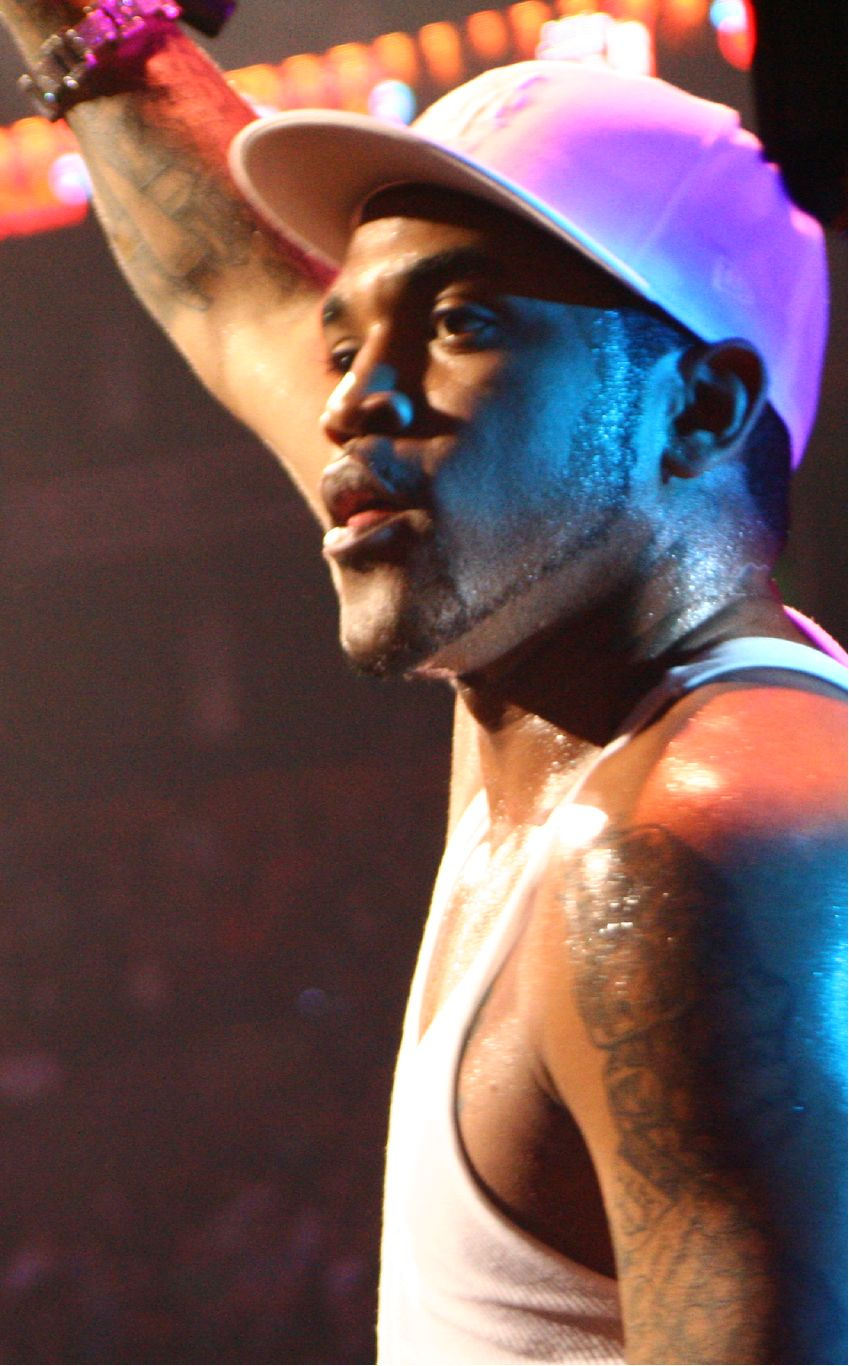
Lloyd Banks bei einem Auftritt (2006)

Lloyd Banks (* 30. April 1982 in Baltimore, Maryland; bürgerlich Christopher Charles Lloyd) ist ein US-amerikanischer Rapper.

## Biographie
Banks wuchs im New Yorker Stadtbezirk Queens auf. Sein Vater war Puerto-Ricaner und seine Mutter Afroamerikanerin.
Schon früh begann Banks zu dichten – vor allem Poesie und einige unstrukturierte Erzählungen. Seine Texte wurden vor allem durch die Rapper Big Daddy Kane und Slick Rick beeinflusst. Mit der Schule kam Banks allerdings nicht zurecht, so brach er die High School noch vor seinem 16. Geburtstag ab. Aber das anfänglich unstrukturierte Schreiben wandelte sich in das Schreiben von Reimen. Zuerst schrieb und rappte er nur für sich allein, bis er den Mut fasste, auch in seiner Nachbarschaft zu rappen.
Banks trat auf einigen örtlichen Rapwettbewerben auf und wurde einer der bekanntesten vertragslosen Rapper in seiner Nachbarschaft. Der in Baltimore geborene Lloyd Banks kam erst später zu G-Unit hinzu, da er bei der Gruppengründung noch als zu jung angesehen worden war. Die Aufnahme gelang ihm erst, als 50 Cent angeschossen wurde und Banks sich in dieser Situation als guter Freund erwies.
Dort arbeitete Lloyd Banks an vielen Mixtapes mit und brachte 2004 sein erstes Solo-Album The Hunger for More auf den Markt. Seine erste Single On Fire stieg bis auf Platz acht der Billboard Hot 100. Darüber hinaus erreichte die Single Gold-Status in den Vereinigten Staaten. Das Album hielt sich zwei Wochen an der Spitzenposition der Billboard 200 mit über 465.000 in der ersten und 164.000 verkauften Einheiten in der zweiten Woche. Bis heute hat sich das Album in den Vereinigten Staaten 1,8 Millionen Mal verkauft und weltweit über vier Millionen Mal. 2006 starb Lloyd Banks’ Vater. Am 6. Oktober 2006 in Europa und am 10. Oktober im Rest der Welt erschien sein zweites Solo-Album Rotten Apple. Es erreichte mit über 143.000 verkauften CDs in der ersten Woche Rang drei der US-Charts. Das Album verkaufte sich insgesamt über 350.000 Mal in den Vereinigten Staaten. Die erste Single Hands Up stieg in Deutschland bis auf Platz 20 der Singlecharts. Sein drittes Album namens H.F.M. 2 – The Hunger for More 2 konnte Platz 26 der US-Charts belegen und wurde in den Vereinigten Staaten in der ersten Verkaufswoche etwa 49.000 Mal verkauft. Bis heute hat sich das Album 210.000 Mal in den Vereinigten Staaten verkauft und über 400.000 Mal weltweit. Die Lead-Single Beamer, Benz, or Bentley erreichte Gold-Status für mehr als 500.000 Verkäufe in den Vereinigten Staaten.
2018 verließ Banks die G-Unit.

## Diskografie

### Studioalben
| Jahr | Titel                                               | Höchstplatzierung, Gesamtwochen, AuszeichnungChartplatzierungen (Jahr, Titel, Platzierungen, Wochen, Auszeichnungen, Anmerkungen) | Höchstplatzierung, Gesamtwochen, AuszeichnungChartplatzierungen (Jahr, Titel, Platzierungen, Wochen, Auszeichnungen, Anmerkungen) | Höchstplatzierung, Gesamtwochen, AuszeichnungChartplatzierungen (Jahr, Titel, Platzierungen, Wochen, Auszeichnungen, Anmerkungen) | Höchstplatzierung, Gesamtwochen, AuszeichnungChartplatzierungen (Jahr, Titel, Platzierungen, Wochen, Auszeichnungen, Anmerkungen) | Anmerkungen                                               |
| Jahr | Titel                                               | DE | CH | UK | US | Anmerkungen                                               |
| ---- | --------------------------------------------------- | --- | --- | --- | --- | --------------------------------------------------------- |
| 2004 | The Hunger for More                                 | DE45 (6 Wo.)DE | CH65 (9 Wo.)CH | UK15 Gold · (11 Wo.)UK | US1 Platin · (36 Wo.)US | Erstveröffentlichung: 29. Juni 2004 Verkäufe: + 1.100.000 |
| 2006 | Rotten Apple                                        | DE51 (2 Wo.)DE | CH36 (3 Wo.)CH | UK40 (3 Wo.)UK | US3 (8 Wo.)US | Erstveröffentlichung: 10. Oktober 2006                    |
| 2010 | H.F.M. 2 – The Hunger for More 2                    | — | — | — | US26 (4 Wo.)US | Erstveröffentlichung: 22. November 2010                   |
| 2021 | The Course of the Inevitable                        | — | — | — | US84 (1 Wo.)US | Erstveröffentlichung: 4. Juni 2021                        |
| 2022 | The Course of the Inevitable 2                      | — | — | — | — | Erstveröffentlichung: 15. Juli 2022                       |
| 2023 | The Course of the Inevitable III: Pieces of My Pain | — | — | — | — | Erstveröffentlichung: 21. April 2023                      |

### Mixtapes
- 2003: Money in the Bank
- 2003: Mo’ Money In the Bank
- 2004: Mo’ Money In the Bank 3: Cashing In
- 2006: Mo’ Money In the Bank 4: Gang Green Season Starts Now
- 2006: Mo’ Money In the Bank 5: Gang Green Season Continues (The Final Chapter)
- 2008: 5 And Better Series Vol. 1: Return Of The P.L.K.
- 2008: 5 And Better Series Vol. 2: Halloween Havoc
- 2009: 5 And Better Series Vol. 3: The Cold Corner
- 2009: 5 And Better Series Vol. 4: 4.30.09 (Happy Birthday)
- 2009: V5
- 2011: The Cold Corner 2
- 2012: V6 – The Gift
- 2013: A.O.N. (All Or Nothing) Series Vol. 1: F.N.O. (Failure’s No Option)
- 2015: Halloween Havoc 2
- 2016: A.O.N. (All or Nothing) Series Vol. 2: L.I.U. (Live It Up)
- 2016: Halloween Havoc 3: Four Days of Fury
- 2023: Halloween Havoc IV: The 72nd Hour
- 2024: Halloween Havoc V
- 2025: A.O.N. (All or Nothing) Series Vol. 3: D.M.M. (Despite My Mistakes)

### Singles als Leadmusiker
| Jahr | Titel Album                                               | Höchstplatzierung, Gesamtwochen, AuszeichnungChartplatzierungen (Jahr, Titel, Album, Platzierungen, Wochen, Auszeichnungen, Anmerkungen) | Höchstplatzierung, Gesamtwochen, AuszeichnungChartplatzierungen (Jahr, Titel, Album, Platzierungen, Wochen, Auszeichnungen, Anmerkungen) | Höchstplatzierung, Gesamtwochen, AuszeichnungChartplatzierungen (Jahr, Titel, Album, Platzierungen, Wochen, Auszeichnungen, Anmerkungen) | Höchstplatzierung, Gesamtwochen, AuszeichnungChartplatzierungen (Jahr, Titel, Album, Platzierungen, Wochen, Auszeichnungen, Anmerkungen) | Höchstplatzierung, Gesamtwochen, AuszeichnungChartplatzierungen (Jahr, Titel, Album, Platzierungen, Wochen, Auszeichnungen, Anmerkungen) | Anmerkungen                                                                    |
| Jahr | Titel Album                                               | DE | AT | CH | UK | US | Anmerkungen                                                                    |
| ---- | --------------------------------------------------------- | --- | --- | --- | --- | --- | ------------------------------------------------------------------------------ |
| 2004 | On Fire The Hunger for More                               | DE36 (9 Wo.)DE | — | CH18 (12 Wo.)CH | UK19 (6 Wo.)UK | US8 Gold · (20 Wo.)US | Erstveröffentlichung: 15. April 2004 Verkäufe: + 500.000                       |
| 2004 | Karma The Hunger for More                                 | — | — | — | — | US17 (20 Wo.)US | Erstveröffentlichung: 19. Oktober 2004 feat. Avant                             |
| 2006 | Hands Up Rotten Apple                                     | DE20 (10 Wo.)DE | AT53 (4 Wo.)AT | — | UK43 (4 Wo.)UK | US84 (4 Wo.)US | Erstveröffentlichung: 25. Juli 2006 feat. 50 Cent                              |
| 2010 | Beamer, Benz, or Bentley H.F.M. 2 – The Hunger for More 2 | — | — | — | — | US49 Gold · (16 Wo.)US | Erstveröffentlichung: 9. Februar 2010 Verkäufe: + 500.000; feat. Juelz Santana |

Weitere Singles
- 2004: I’m So Fly
- 2006: The Cake (feat. 50 Cent)
- 2006: Help (feat. Keri Hilson)
- 2010: Any Girl (feat. Lloyd)
- 2010: Start It Up (feat. Kanye West, Swizz Beatz, Ryan Leslie und Fabolous)
- 2011: I Don’t Deserve You (feat. Jeremih)
- 2011: So Forgetful (feat. Ryan Leslie)

### Singles als Gastmusiker
| Jahr | Titel Album                               | Höchstplatzierung, Gesamtwochen, AuszeichnungChartplatzierungen (Jahr, Titel, Album, Platzierungen, Wochen, Auszeichnungen, Anmerkungen) | Höchstplatzierung, Gesamtwochen, AuszeichnungChartplatzierungen (Jahr, Titel, Album, Platzierungen, Wochen, Auszeichnungen, Anmerkungen) | Anmerkungen                                                                                    |
| Jahr | Titel Album                               | UK | US | Anmerkungen                                                                                    |
| ---- | ----------------------------------------- | --- | --- | ---------------------------------------------------------------------------------------------- |
| 2006 | You Don’t Know Eminem Presents: The Re-Up | UK32 Silber · (4 Wo.)UK | US12 Platin · (6 Wo.)US | Erstveröffentlichung: 7. November 2006 Verkäufe: + 1.325.000; feat. Eminem, 50 Cent und Cashis |

Weitere Gastbeiträge
- 2003: P.I.M.P. (Remix) (50 Cent feat. Snoop Dogg, Lloyd Banks & Young Buck)
- 2005: Twist It (Olivia feat. Lloyd Banks)
- 2013: Life We Chose (Havoc feat. Lloyd Banks)

### Gastbeiträge (Auswahl)
- 2003: We All Die One Day (Obie Trice feat. 50 Cent, Lloyd Banks & Eminem) auf Cheers von Obie Trice
- 2003: Don’t Push Me (50 Cent feat. Lloyd Banks & Eminem) auf Get Rich Or Die Tryin von 50 Cent
- 2004: Prices on My Head (Young Buck feat. Lloyd Banks & D-Tay) auf Straight Outta Ca$hville von Young Buck
- 2005: Rompe Remix (Daddy Yankee feat. Lloyd Banks Young Buck) auf Barrio Fino En Directo von Daddy Yankee
- 2005: Hate It or Love It (G-Unit Remix) (50 Cent feat. The Game, Tony Yayo, Young Buck & Lloyd Banks) auf The Massacre von 50 Cent
- 2005: Get That Money (Stat Quo feat. 50 Cent & Lloyd Banks) auf Street Status (von Stat Quo)
- 2005: We Don’t Give a Fuck & I Know You Don't Love Me auf Thoughts of a Predicate Felon (von Tony Yayo)
- 2005: Diverse auf Get Rich or Die Tryin’ O.S.T. (von 50 Cent)
- 2006: Stole Something (Mobb Deep feat. Lloyd Banks) auf Blood Money (von Mobb Deep)
- 2006: Touch It auf The Big Bang (Busta Rhymes feat. Mary J. Blige, Rah Digga, Missy Elliott, Lloyd Banks, Papoose & DMX (Remix))
- 2006: Bump This (LL Cool J feat. Lloyd Banks & Hot Rod) auf Todd Smith Pt.2: Back to Cool (von LL Cool J)

## Auszeichnungen für Musikverkäufe
| Goldene Schallplatte - Australien - 2024: für die Single You Don’t Know Platin-Schallplatte - Brasilien - 2024: für die Single You Don’t Know - Neuseeland - 2023: für die Single You Don’t Know |

Anmerkung: Auszeichnungen in Ländern aus den Charttabellen bzw. Chartboxen sind in ebendiesen zu finden.
| Land/RegionAuszeichnungen für Musikverkäufe (Land/Region, Auszeichnungen, Verkäufe, Quellen) | Silber  | Gold     | Platin     | Verkäufe  | Quellen             |
| -------------------------------------------------------------------------------------------- | ------- | -------- | ---------- | --------- | ------------------- |
| Australien (ARIA)                                                                            | —       | Gold1    | —          | 35.000    | aria.com.au         |
| Brasilien (PMB)                                                                              | —       | —        | Platin1    | 60.000    | pro-musicabr.org.br |
| Neuseeland (RMNZ)                                                                            | —       | —        | Platin1    | 30.000    | radioscope.co.nz    |
| Vereinigte Staaten (RIAA)                                                                    | —       | 2× Gold2 | 2× Platin2 | 3.000.000 | riaa.com            |
| Vereinigtes Königreich (BPI)                                                                 | Silber1 | Gold1    | —          | 300.000   | bpi.co.uk           |
| Insgesamt                                                                                    | Silber1 | 4× Gold4 | 4× Platin4 |           |                     |